# Toktokkus vialis
Toktokkus vialis (лат.) — вид жуков-чернотелок рода Toktokkus из подтрибы Molurina трибы Sepidiini (Pimeliinae, Tenebrionidae). Афротропика.

## Описание
Жуки-чернотелки средних размеров (длина тела около 2 см). Бугорки надкрылий среднего размера, не сросшиеся; ряды бугорков заканчиваются на плечах; плечи не выдаются; диск надкрылий где гладкий, обычно выпуклый. На склоне и боках надкрылий имеют бугорки (без соответствующих волосков) (отсутствуют на диске). Развит расширенный и более широкий у основания эпиплеврит, окружающий пятый вентрит.

## Таксономия
Вид был впервые описан в 1822 году британским натуралистом Уильямом Джоном Берчеллом (1781—1863), а его валидный статус подтверждён в ходе ревизии, проведённой в 2020 году. Таксон включён в состав рода Toktokkus из подтрибы Molurina трибы Sepidiini (Pimeliinae, Tenebrionidae).
Подвиды
- Toktokkus vialis sellatus (Haag-Rutenberg, 1875)
  - =Psammodes sellatus Haag-Rutenberg, 1875
  - =Psammodes kuisup Péringuey, 1908
- Toktokkus vialis tuberculifer (Haag-Rutenberg, 1871)
- Toktokkus vialis vialis (Burchell, 1822)

## Распространение
Встречается в юго-западной и южной частях Афротропики.